# 大阪市交通局5000形電車
大阪市交通局5000形電車（おおさかしこうつうきょく5000がたでんしゃ）は、大阪市交通局で使用されていた高速電気軌道用通勤形電車。

## 概要
大阪市営地下鉄の路線拡張期の1960年（昭和35年）から1965年（昭和40年）にかけて計188両が製造された。1969年（昭和44年）に30系・60系の導入に際して形式名を統一するために5000形から50系へと改称した。
既に営業運用されていた1200B形（→200形）を基本設計としつつも、より近代感を増した構造設計として製造された。また、大阪市営地下鉄初のMM'ユニットを構成する電動車であるとともに、第三軌条方式の車両としても日本初のMM'ユニット車とされた。計94ユニット188両が、第三軌条方式で建設された全路線で運用された。

## 車両概説

### 車体
基本構造は1200B形の車体構造を踏襲している。戸袋窓が小型化された（理由は後述）点だけでなく、連結面には広幅貫通路を採用するとともに切妻化されるなど、外見上においてはすっきりとした車体となった。

### 内装
日本では鉄道車両の車内には荷棚が設置されているのが通例だが、当時の地下鉄では荷棚を設置しない例が多く、当系列についても荷棚を設置せず広告スペースとされていたが、1964年の増備車からは戸袋部分の上のみに小型の荷棚が取り付けられた。
照明設備は製造当時、3列40灯のアクリル製グローブ付き蛍光灯（中間は2灯入り）であったが、1972年から1984年にかけてグローブは撤去され（4M2T化に伴う主電動機の取替えなどと同時に行われた車両も多い）、灯数も40灯から22灯に減らされている。ただしATO試験車の5070・5071Fについては廃車されるまでグローブは撤去されずそのままであった。
1983年（昭和58年）頃から、側扉の腐食が顕著になってきたため、国鉄103系電車の乗降扉に似たステンレス製の扉へ順次更新され始めた。また、暖房装置を設置した車両や、貫通路に扉を設置した車両も登場したが、1989年より廃車が始まったため、一部車両にとどまった。

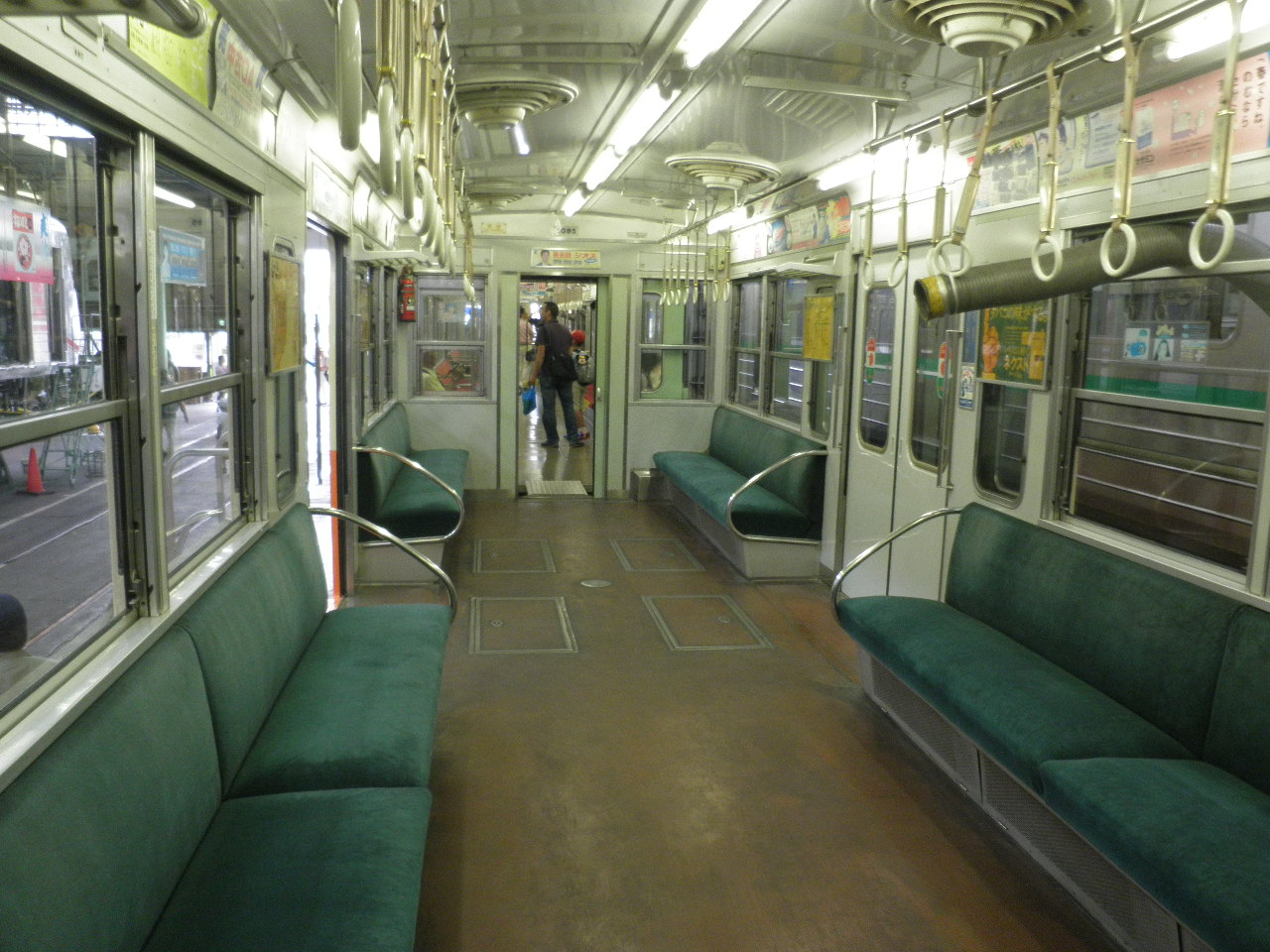
50系の車内

### 電装機器・制動装置
1200B形で採用していた機器類を基本設計として、M1車（5000形）には主制御器・主抵抗器・集電装置を、M2車（5500形）には電動発電機や蓄電池などを装備（空気圧縮機は両車に搭載）したMM'ユニット方式を初めて採用した。第三軌条方式の車両としても日本初のMM'ユニット車である。制動装置は、HSC式が採用された。

## 次車分類

### 1次車
1960年製造。5001〜5027・5501〜5527が該当する。

### 2次車
1962年製造。5028〜5041・5528〜5541が該当する。誘導無線電話装置が設置された。

### 3次車
1963年・1964年製造。5042〜5066・5542〜5566が該当する。車内の一部に荷棚が設けられた。

### 4次車
1965年製造。5067〜5094・5567〜5594が該当する。車体は3次車と大きな変化はないが、台車が改良された。

## 改造等

### ATC車上装置設置
落成当初の保安装置は打子式ATSであったが、一部の車両はATC線区への転用に伴い1968年（昭和43年）から1972年（昭和47年）にかけてATC車上装置が設置された。改造の対象となったのは編成の先頭に出る車両に限られ、助士席側の前面窓が小型化された。なお、千日前線で運用される車両については同線がCS-ATC（車内信号式）を採用している都合上、それに対応した運転台に改造された。この時改造されなかった車両は原形を保っていたが、後に運転台を撤去して中間車両へと編入されたり、貫通扉を外付けした車両も登場した。

### ATO試験車
7000・8000形7007FにはATO機器が設置され谷町線で試験が実施されていたが、同編成の御堂筋線転属に伴い試験車が50系5070Fに変更され、1969年から1974年（昭和49年）まで千日前線で試験・営業運転が実施された。同編成は電装品やブレーキ装置を30系と同一品に交換されて運用されていた。ATO試験車が5070Fに選定された理由は、EXPO'70の「70」に因んでいる。

### VIP輸送車
1970年（昭和45年）の日本万国博覧会（大阪万博）開催を前に、御堂筋線では30系への置き換えが実施されたが、予備車を含め4両編成2本（5012-5512-5018-5518、予備編成5013-5513-5020-5520）はVIP輸送車として改造された。これは各国からの貴賓が渋滞に巻き込まれないための対策と警備上の問題のある場合を考え交通局が用意したもので、車内通路にベージュ色の絨毯と肘掛け付きソファーを一両につき5脚と英語案内用テープ放送設備、ユニットカー永久連結部の貫通路に仮設の妻引き戸を取り付けた。
万博期間中は車両基地でいつでも出庫できるよう整備されていたが、道路混雑が想定より激しくなかったことから実際に使用される機会はなかった。

### 谷町線配置車の4M2T化
1977年4月の谷町線の守口開業に伴い、同線は編成両数を6両にすることになり、同時に谷町線車両は森之宮検車場から新たに開設した大日検車場に転属することになった。当初は30系の新造と50系の組替えで対応したが、車両検修合理化の観点から1C4M制御車を置き換える目的で200形・800形（旧6000形）・900形（旧6100形）の各形式を電装解除の上50系に組み込むこととなった（組み込まれた車両の詳細は各形式の項目を参照）。
これに伴い主電動機の出力強化（90kW→120kW）、それに伴う台車の側梁強化もしくは交換、制動装置の電空併用化等が実施された。
30系の転入による谷町線からの置換えが開始された際、この改造が施行された後期車の一部は千日前線配置の初期車置換えのために同線へ転属した。この際CS-ATC対応運転台化、制動装置の復元が実施されている。

### 塗装変更
大阪市交通局では1975年（昭和50年）頃よりラインカラーを車両にも表示するようになったが、本系列は1979年頃まで一部に谷町・中央・千日前線共通運用になっている編成があり、その関係で旧標準色（上半分アイボリー、下半分タキシーイエローのツートンカラー）の車両がしばらく残っていた。その後谷町線の6両編成化（1976年）や、100形の千日前線への転入に伴い共通運用が解消されると、アッシュグリーン地にラインカラーが入るようになった。当時の規定で前面のラインカラー表示は、前照灯が腰部にある車両は貫通扉に表示することになっていたが、中央線は高架区間での警戒色を兼ねて、腰部にもラインカラーが入っていた。

### 中央線配置車の近鉄対応改造
中央線の長田延伸、および近畿日本鉄道東大阪線（現・けいはんな線）直通に備えて、1984年にデッドマン装置への非常制動作用（近鉄線内のみで作動。中央線内では主回路オフになる）、抑速ブレーキが装備された。同時に編成も4両から6両に組み替えられた。

## 運用
1960年（昭和35年）の運用開始から1号線（現・御堂筋線）と3号線（現・四つ橋線）で運用された。
1970年（昭和45年）の日本万国博覧会（大阪万博）開催における輸送力増量計画の一環として御堂筋線車両を30系に統一することになり、御堂筋線での運用を終え谷町線・中央線・千日前線へ転用された。
四つ橋線では新造編成だけでなく1200B形を中間に組み込んだ5両編成も混じって運用されていた。しかし谷町線の守口延伸に伴う車両変更で谷町線へ転属し、これにより全編成が谷町線・中央線・千日前線に集結した。
1989年（平成元年）より、20系（2代）・新20系への置換えや、他線で余剰となった30系の一部を冷房改造した上での転属などによって廃車が始まった。最後まで千日前線に残っていた4両編成2本が1994年（平成6年）4月に廃車され、本形式は全廃となった。

## 保存車
最後まで残った車両のうち、5085号車が森之宮車両管理事務所に非公開で保存されている。2008年3月23日に開催された地下鉄開業75周年記念イベント「なつかし車両まつりin森之宮」において、引退後初めて一般公開された。車内の中吊り広告も廃車当時の状態で残されている。
2011年（平成23年）には50系登場時の姿に復元されたが、車内の照明設備はグローブ撤去後の状態のままで、乗降扉も復元されておらず更新後のままになっている。

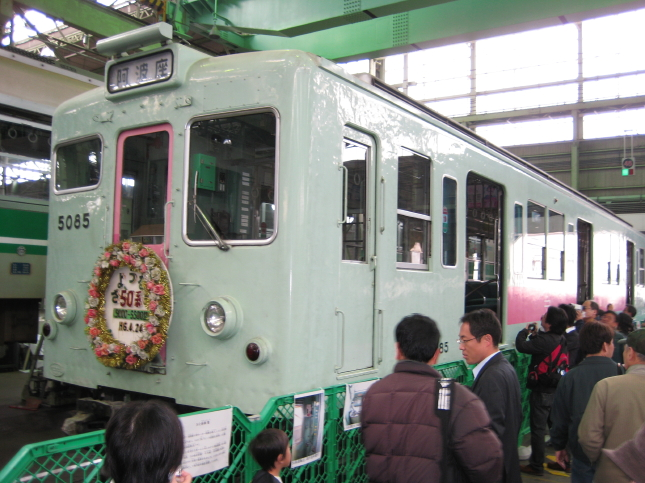
大阪市交通局森之宮車両管理事務所に静態保存されている50系5085号車 （2008年3月23日/なつかし車両まつりin森之宮にて）
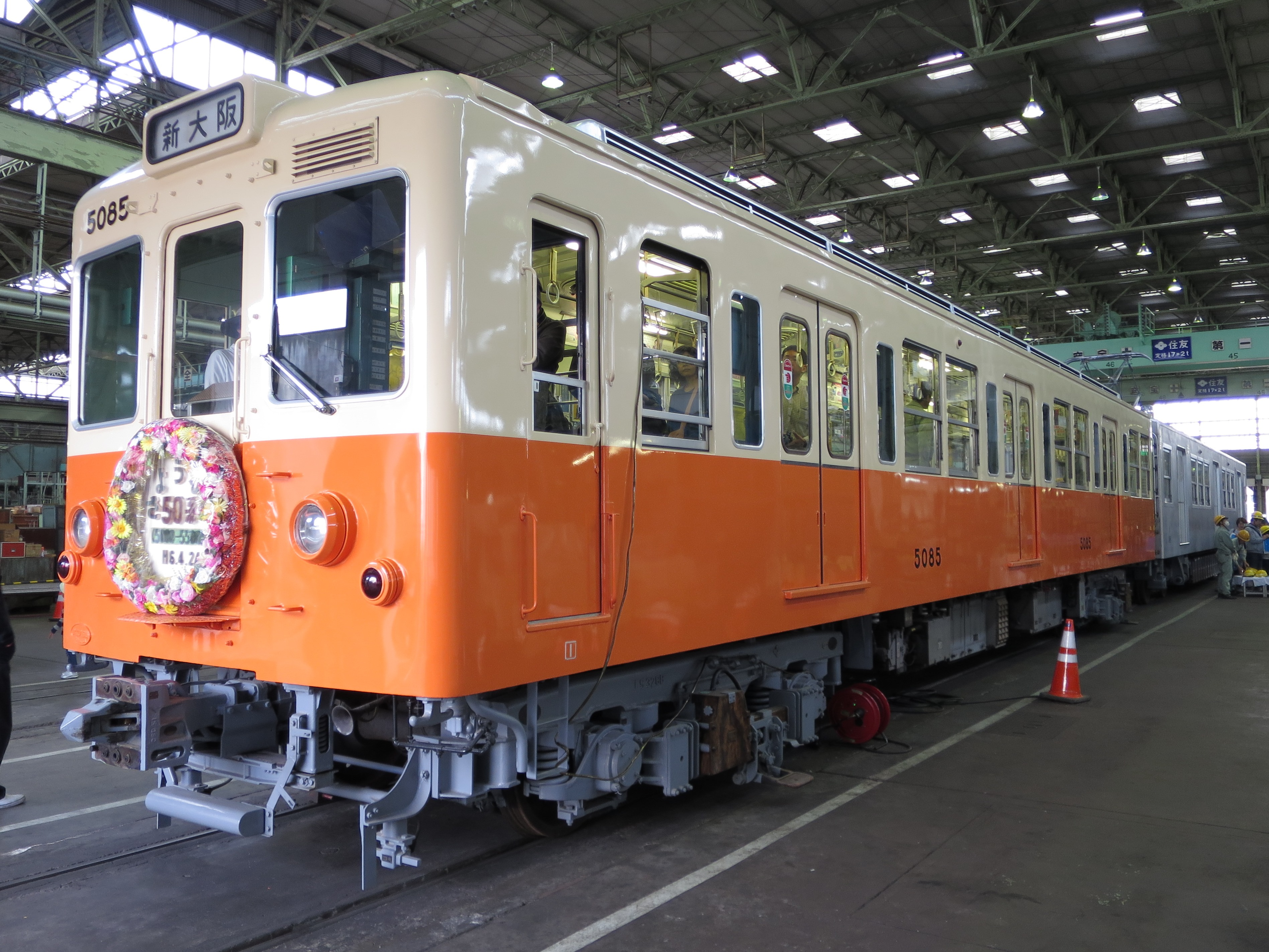
復元された50系5085号車 （2015年11月3日/おおさか市営交通フェスティバル特別編in森之宮にて）

## 編成表

### 1981年

#### 谷町線
Mc-M′-T-T-M-M′c
5000-5500-5900-5900-5000-5500
5043-5543-5901-5902-5045-5545
5058-5558-5903-5904-5053-5553
5059-5559-5905-5906-5052-5552
5066-5566-5907-5908-5049-5549
5077-5577-5909-5910-5074-5574
Mc-M′-T-T-M-M′c
5000-5500-5800-5800-5000-5500
5060-5560-5803-5804-5063-5563
5061-5561-5801-5802-5046-5546
5084-5584-5805-5806-5091-5591
Mc-M′-T-T-M-M′c
5000-5500-5700-5700-5000-5500
5054-5554-5705-5704-5044-5544
5072-5572-5713-5708-5042-5542
5087-5594-5721-5728-5094-5587
Mc-M′-M-M′-M-M′c
5000-5500-200-200-5000-5500
5062-5562-209-210-5065-5565
5078-5557-211-212-5057-5578
5047-5547-227-226-5051-5551
5055-5555-203-202-5048-5548
5069-5592-223-220-5092-5569
5075-5575-207-214-5083-5583
5086-5589-217-222-5089-5586
Mc-M′-M-M′-M-M′c
5002-5502-5030-5530-5037-5537
5004-5504-5009-5509-5003-5503
5012-5512-5018-5518-5015-5515
5014-5514-5013-5513-5020-5520
5023-5523-5024-5524-5035-5535
5028-5528-5029-5529-5007-5507

#### 中央線
Mc-M′-M-M′c
5000-5500-5000-5500
5006-5506-5010-5510
5011-5511-5019-5519
5016-5516-5008-5508
5021-5521-5039-5539
5022-5522-5027-5527
5025-5525-5040-5540
5026-5526-5032-5532
5031-5531-5036-5536
5033-5533-5041-5541
5038-5538-5034-5534
5064-5564-5050-5550
5081-5581-5090-5590
5085-5585-5088-5588

#### 千日前線
Mc-M′-M-M′c
5000-5500-5000-5500
5001-5501-5076-5576
5005-5505-5017-5517
5067-5567-5068-5568
5070-5571-5071-5570
5079-5593-5093-5579
5080-5580-5056-5556
5082-5573-5073-5582